# 54. Golden Globe-gála
Az 54. Golden Globe-gálára 1997. január 19-én, vasárnap került sor, az 1996-ban mozikba, vagy képernyőkre került amerikai filmeket, illetve televíziós sorozatokat díjazó rendezvényt a kaliforniai Beverly Hillsben, a Beverly Hilton Hotelben tartották meg.
Az 54. Golden Globe-gálán Dustin Hoffman vehette át a Cecil B. DeMille-életműdíjat.

## Filmes díjak
A nyertesek félkövérrel jelölve.

### Legjobb film (dráma)
- Az angol beteg
  - Hullámtörés
  - Larry Flynt, a provokátor
  - Ragyogj!
  - Titkok és hazugságok

### Legjobb film (musical vagy vígjáték)
- Evita
  - Fargo
  - Jerry Maguire – A nagy hátraarc
  - Madárfészek
  - Varázsige: I Love You

### Legjobb színész (dráma)
- Geoffrey Rush (Ragyogj!)
  - Ralph Fiennes (Az angol beteg)
  - Woody Harrelson (Larry Flynt, a provokátor)
  - Liam Neeson (Michael Collins)
  - Mel Gibson (Váltságdíj)

### Legjobb színész (musical vagy vígjáték)
- Tom Cruise (Jerry Maguire – A nagy hátraarc)
  - Eddie Murphy (Az bölcsek kövére)
  - Antonio Banderas (Evita)
  - Kevin Costner (Fejjel a falnak)
  - Nathan Lane (Madárfészek)

### Legjobb színésznő (dráma)
- Brenda Blethyn (Titkok és hazugságok)
  - Kristin Scott Thomas (Az angol beteg)
  - Emily Watson (Hullámtörés)
  - Courtney Love (Larry Flynt, a provokátor)
  - Meryl Streep (Marvin szobája)

### Legjobb színésznő (musical vagy vígjáték)
- Madonna (Evita)
  - Glenn Close (101 kiskutya)
  - Debbie Reynolds (Anya)
  - Frances McDormand (Fargo)
  - Barbra Streisand (Tükröm, tükröm)

### Legjobb mellékszereplő színész
- Edward Norton (Legbelső félelem)
  - Paul Scofield (A salemi boszorkányok)
  - Samuel L. Jackson (Ha ölni kell)
  - Cuba Gooding Jr. (Jerry Maguire – A nagy hátraarc)
  - James Woods (Kísért a múlt)

### Legjobb mellékszereplő színésznő
- Lauren Bacall (Tükröm, tükröm)
- Joan Allen (A salemi boszorkányok)
- Juliette Binoche (Az angol beteg)
- Barbara Hershey (Egy hölgy arcképe)
- Marion Ross (Esthajnalcsillag)
- Marianne Jean-Baptiste (Titkok és hazugságok)

### Legjobb rendező
- Miloš Forman (Larry Flynt, a provokátor)
  - Joel Coen (Fargo)
  - Scott Hicks (Ragyogj!)
  - Anthony Minghella (Az angol beteg)
  - Alan Parker (Evita)

### Legjobb forgatókönyv
- Larry Flynt, a provokátor – Scott Alexander és Larry Karaszewski
  - Az angol beteg – Anthony Minghella
  - Fargo – Ethan Coen és Joel Coen
  - Lone Star – Ahol a legendák születnek – John Sayles
  - Ragyogj! – Jan Sardi

### Legjobb eredeti betétdal
- You Must Love Me – Evita - Madonna
  - "I Finally Found Someone" – Tükröm, tükröm - Barbra Streisand és Bryan Adams
  - "For the First Time" – Szép kis nap - Deana Carter
  - "That Thing You Do!" – Nyomul a banda - The Wonders
  - "Because You Loved Me" – A hírek szerelmesei - Céline Dion

### Legjobb eredeti filmzene
- Az angol beteg – Gabriel Yared
  - Michael Collins – Elliot Goldenthal
  - Tükröm, tükröm – Marvin Hamlisch
  - Ragyogj! – David Hirschfelder
  - A Notre Dame-i toronyőr – Alan Menken

### Legjobb idegen nyelvű film
- Kolja – Csehország
  - The Eighth Day (Le huitième jour) – Belgium
  - Az egyik és a másik – Olaszország
  - Kavkazskiy plennik – Oroszország
  - Rizsporos intrikák – Franciaország

## Televíziós díjak
A nyertesek félkövérrel jelölve.

### Legjobb televíziós sorozat (dráma)
- X-akták
  - Chicago Hope Kórház
  - Vészhelyzet
  - New York rendőrei
  - Ötösfogat

### Legjobb televíziós sorozat (musical vagy vígjáték)
- Űrbalekok
  - Frasier – A dumagép
  - Jóbarátok
  - The Larry Sanders Show
  - Megőrülök érted
  - Seinfeld

### Legjobb televíziós minisorozat vagy tévéfilm
- Raszputyin
  - Megőrülök érted
  - Gotti
  - Hidden in America
  - Ha a falak beszélni tudnának
  - Losing Chase

### Legjobb színész, televíziós sorozat (dráma)
- David Duchovny – X-akták
  - George Clooney – Vészhelyzet
  - Anthony Edwards – Vészhelyzet
  - Lance Henriksen – Millenium
  - Jimmy Smits – New York rendőrei

### Legjobb színész, televíziós sorozat (musical vagy vígjáték)
- John Lithgow – Űrbalekok
  - Tim Allen – Házi barkács
  - Michael J. Fox – Kerge város
  - Kelsey Grammer – Frasier – A dumagép
  - Paul Reiser – Megőrülök érted

### Legjobb színész, televíziós minisorozat vagy tévéfilm
- Alan Rickman – Raszputyin
  - Stephen Rea – Az évszázad bűnesete
  - Armand Assante – Gotti
  - Beau Bridges – Losing Chase
  - James Woods – The Summer of Ben Tyler

### Legjobb színésznő, televíziós sorozat (dráma)
- Gillian Anderson – X-akták
  - Christine Lahti – Chicago Hope Kórház
  - Jane Seymour – Quinn doktornő
  - Sherry Stringfield – Vészhelyzet
  - Heather Locklear – Melrose Place

### Legjobb színésznő, televíziós sorozat (musical vagy vígjáték)
- Helen Hunt – Megőrülök érted
  - Cybill Shepherd – Cybill
  - Brett Butler – Grace Under Fire
  - Fran Drescher – A dadus
  - Brooke Shields – Szeleburdi Susan
  - Tracey Ullman – Tracey Takes On...

### Legjobb színésznő, televíziós minisorozat vagy tévéfilm
- Helen Mirren – Losing Chase
  - Ashley Judd – Norma Jean & Marilyn
  - Demi Moore – Ha a falak beszélni tudnának
  - Isabella Rossellini – Az évszázad bűnesete
  - Mira Sorvino – Norma Jean & Marilyn

### Legjobb mellékszereplő színész, televíziós sorozat, televíziós minisorozat vagy tévéfilm
- Ian McKellen – Raszputyin
  - David Paymer – Megőrülök érted
  - David Hyde Pierce – Frasier – A dumagép
  - Anthony Quinn – Gotti
  - Noah Wyle – Vészhelyzet

### Legjobb mellékszereplő színésznő, televíziós sorozat, televíziós minisorozat vagy tévéfilm
- Kathy Bates – The Late Shift
  - Christine Baranski – Cybill
  - Cher – Ha a falak beszélni tudnának
  - Kristen Johnston – Űrbalekok
  - Greta Scacchi – Raszputyin

## Különdíjak

### Cecil B. DeMille-életműdíj
A Cecil B. DeMille-életműdíjat Dustin Hoffman vehette át.

### Miss Golden Globe
- Kehly Sloane[3]

## Fordítás
Ez a szócikk részben vagy egészben  a(z)   54th Golden Globe Awards című angol Wikipédia-szócikk ezen változatának fordításán alapul.  Az eredeti cikk szerkesztőit annak laptörténete sorolja fel. Ez a jelzés csupán a megfogalmazás eredetét és a szerzői jogokat jelzi, nem szolgál a cikkben szereplő információk forrásmegjelöléseként.